# Daniel Patterson
Daniel Todd Patterson, né le 6 mars 1786 et mort le 25 août 1839, est un capitaine de l'United States Navy.

## Biographie
Patterson est né à Long Island, New York. Son père, John Patterson, était le frère de Walter Patterson, qui fut le premier gouverneur royal de l'Île-du-Prince-Édouard (alors appelée île Saint-Jean). John et Walter sont venus en Amérique dans les années 1750 depuis le Comté de Donegal, en Irlande, et a servi dans l'armée britannique dans Guerre de Sept Ans. La mère de Daniel Patterson, Catherine Livingston, est la fille de Robert Livingston (1708-1790). James Duane, un avocat, patriote, homme politique de New York homme et juge, était l'oncle de Daniel Patterson.
Il s'engage dans la marine comme aspirant, il rejoint le Sloop de guerre dans le Delaware, 11 juin 1799, pour une croisière contre les corsaires français dans les Antilles jusqu'en août 1800.
Il est nommé aspirant de Marine américaine le 20 août 1800. Après la guerre, il a repris des études nautiques.
Le 13 octobre 1803, il est fait prisonnier lors de la capture de Philadelphie, commandée par William Bainbridge, lorsque le navire s'est échoué, il resta captif des pirates jusqu'à la victoire américaine en 1805.
Il a passé une grande partie des années suivantes à la Nouvelle-Orléans, en Louisiane.
Le 16 septembre 1814, Patterson a perquisitionné la base de Jean Lafitte dans la Baie de Barataria, en Louisiane, en capturant six goélettes et autres petites embarcations. Dans ce même mois, il a refusé la demande de Andrew Jackson d'envoyer ses quelques unités navales dans la baie de Mobile où Patterson savait qu'ils seraient coulés par une flotte britannique. Patterson a été le premier à se préparer à défendre la ville. Sa petite flotte a retardé l'ennemi jusqu'à l'arrivée des renforts, puis a donné un appui d'artillerie pour la défense des retranchements.
Patterson, salué par Jackson, a reçu une note de remerciement du Congrès, et a été promu au grade de capitaine le 28 février 1815. Patterson est resté dans cette du sud jusqu'en 1824. En raison de sa santé défaillante, Thomas Macdonough, commandement de l'USS Constitution a demandé à Patterson d'assumé le commandement de ce navire amiral.
De retour à new York en 1828, il est nommé l'un des trois commissaires de la marine. Il a commandé l'escadron méditerranéen de 1832 à 1836. Il a ensuite pris le commandement de la Navy Yard Washington en 1836, un poste qu'il occupa jusqu'à sa mort à Wilmington, dans le New Jersey, le 25 août 1839.
Daniel Todd Patterson et son épouse sont enterrés dans Congressional Cemetery, à Washington (district de Columbia).